# Forme de radoub
Pour les articles homonymes, voir Forme et Cale.

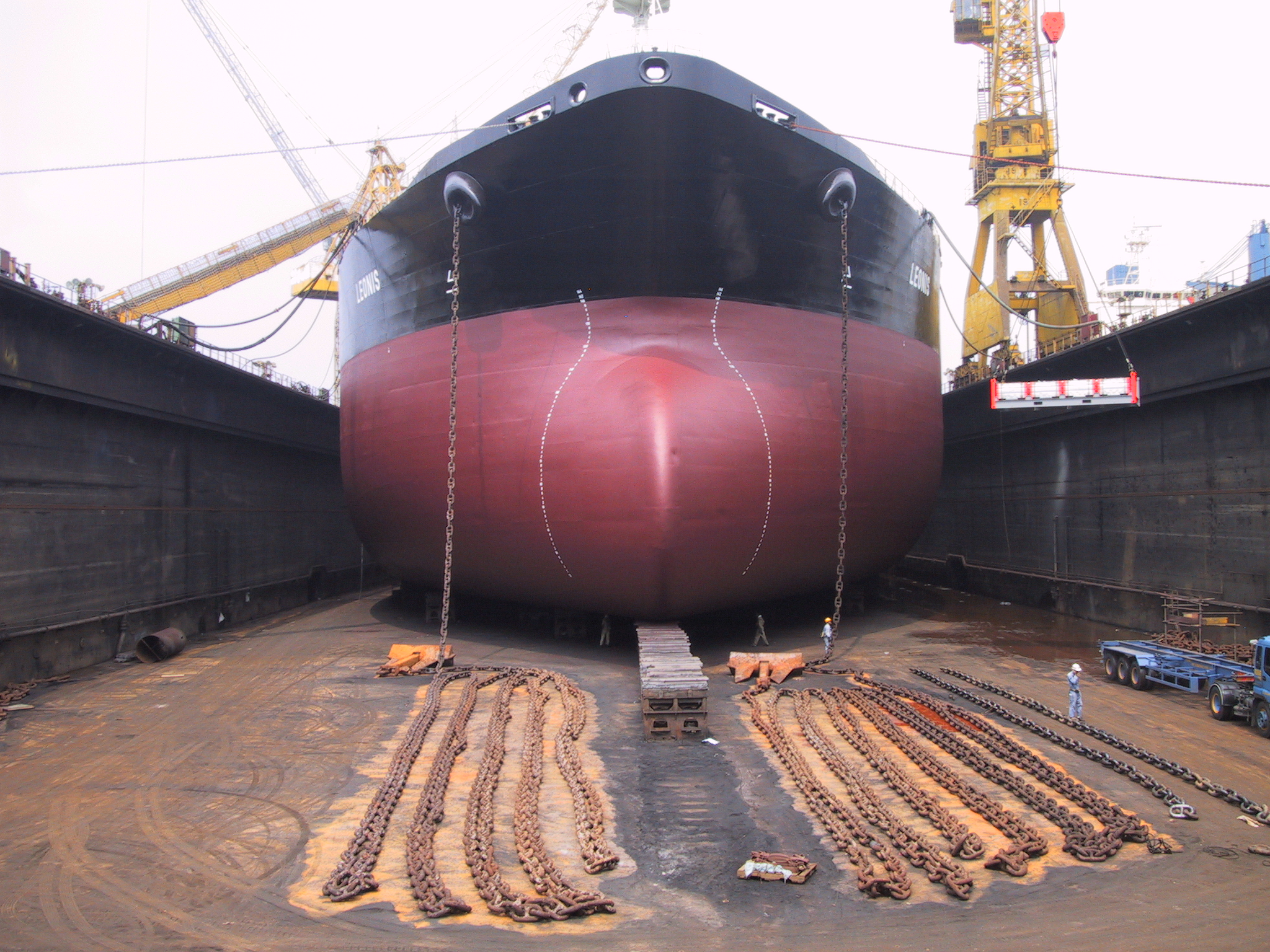
Navire dans une forme à Singapour - vue de l’avant

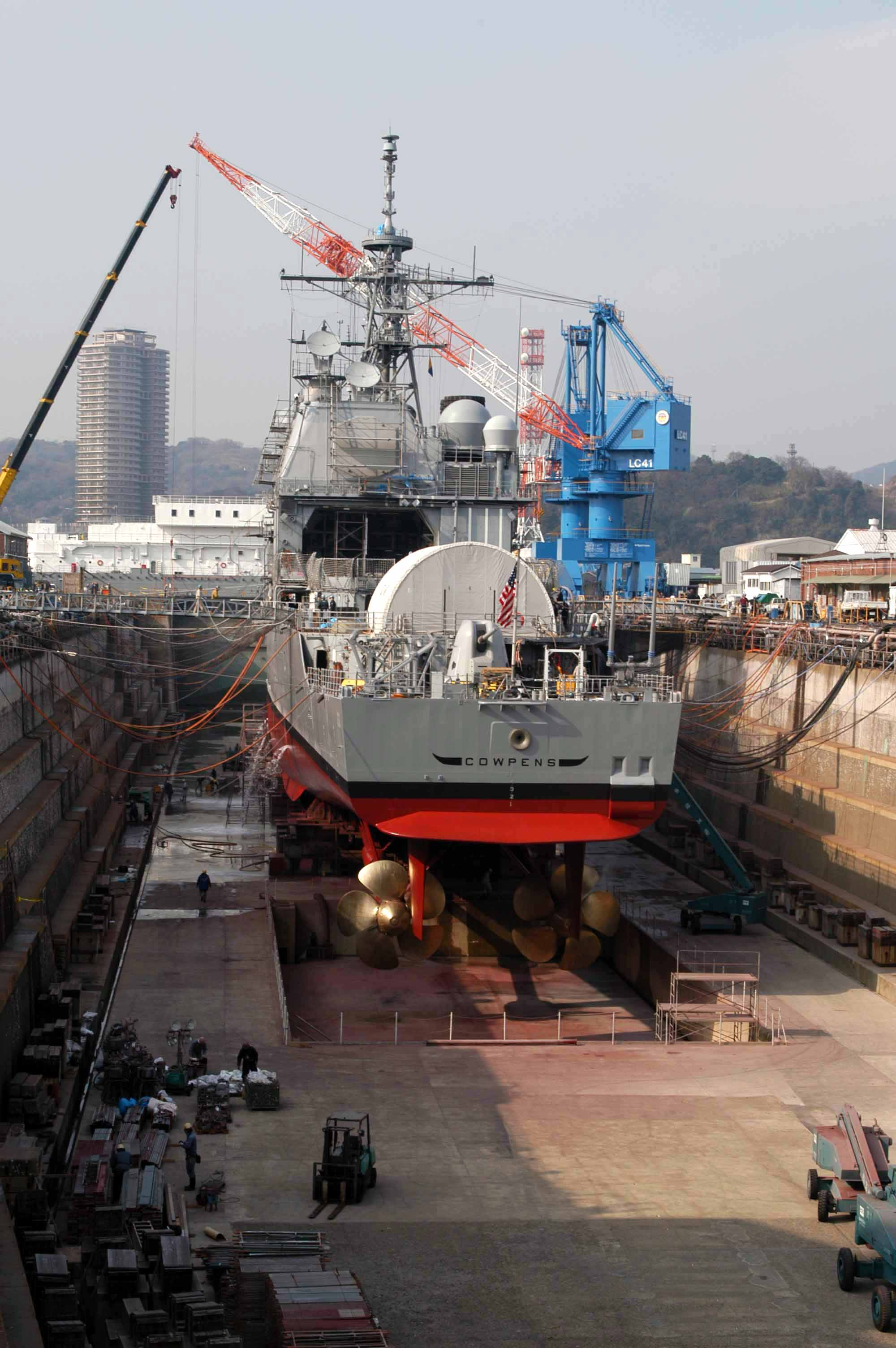
Le croiseur USS Cowpens (CG-63) de la classe Ticonderoga en cale sèche dans la base navale de Yokosuka en mars 2004. - vue de l'arrière

Une forme de radoub est un bassin qui permet l’accueil de navires et leur mise à sec pour leur entretien, leur carénage (ou radoub : réparation de la coque d'un navire, nettoyage, peinture…), leur construction, voire parfois leur démantèlement. 
On parle également de forme, de cale sèche, parfois de forme-écluse en fonction de la configuration rencontrée.

## Histoire
Des cales sèches phéniciennes datant du Ve siècle av. J.-C. ont été découvertes à Beyrouth.  Selon le ministère de la culture libanaise, il ne s'agit pas d'un port phénicien mais d'une carrière de pierres[réf. nécessaire]. Des cales similaires sont connues en Méditerranée : les docks de Bamboula à Kition (Chypre, IVe siècle av. J.-C.), à Carthage (Tunisie), au Pirée (Grèce), à Syracuse (Italie), et surtout à Tell Dor (Israel).

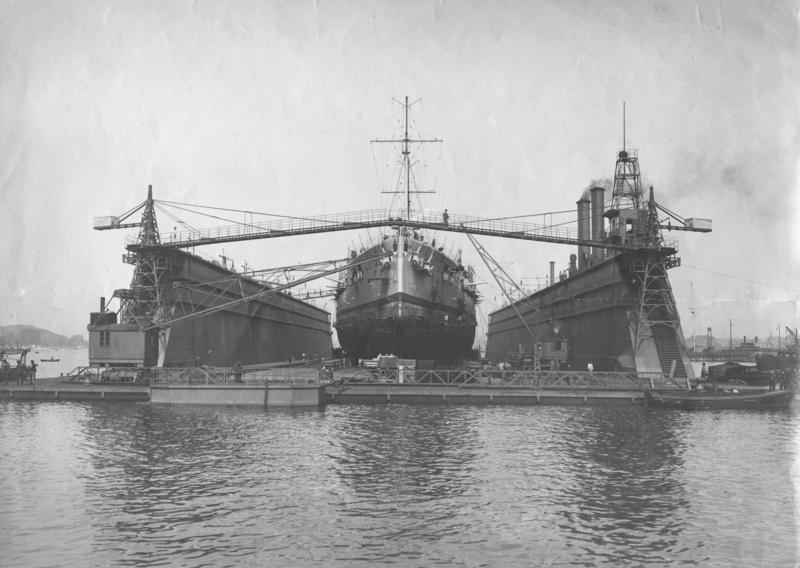
Dock flottant allemand en 1921. Inventé dans les années 1840 par les ingénieurs américains Staddort et Gilbert, il permet de réparer des navires dans des lieux ne disposant pas de ports.

Shen Kuo fut le premier à décrire des cales sèches, au XIe siècle en Chine. Jusqu’au dernier tiers du XVIIe siècle, la méthode utilisée pour la visite et l’entretien des œuvres vives des vaisseaux était l’abattage en carène. Cette technique consiste à incliner alternativement la coque du navire sur un bord puis sur l’autre. L’abattage peut être pratiqué dans un port, mais aussi dans une île dépourvue d’installations portuaires. Simple dans son principe, la méthode est en pratique complexe et exigeante. Le vaisseau doit d’abord être à peu près complètement déchargé ; artillerie, embarcations, approvisionnements, matériels sont soigneusement débarqués et rangés. La mâture est démontée, à l’exception des bas mâts. Les ouvertures pratiquées dans la coque (sabords notamment) sont hermétiquement fermées et calfatées. Au moyen d’une série de cabestans installés sur la terre ferme ou sur un ponton, le vaisseau est incliné à la force des cabestans (c’est-à-dire à la force des bras) jusqu’à ce que sa carène soit à l’air libre. En fin de manœuvre, la quille est « éventée » et le vaisseau est dit « viré en quille ». Les calfats peuvent alors s’affairer sur la carène. Le Musée national de la Marine conserve un excellent et spectaculaire modèle consacré à l’abattage de la frégate L’Artémise à Tahiti en 1839. Le caractère détaillé et précis de ce diorama démontre la complexité d’une telle opération, dont les préparatifs ont demandé un mois à un équipage éloigné de ses bases.

### Les premières formes de radoub en France

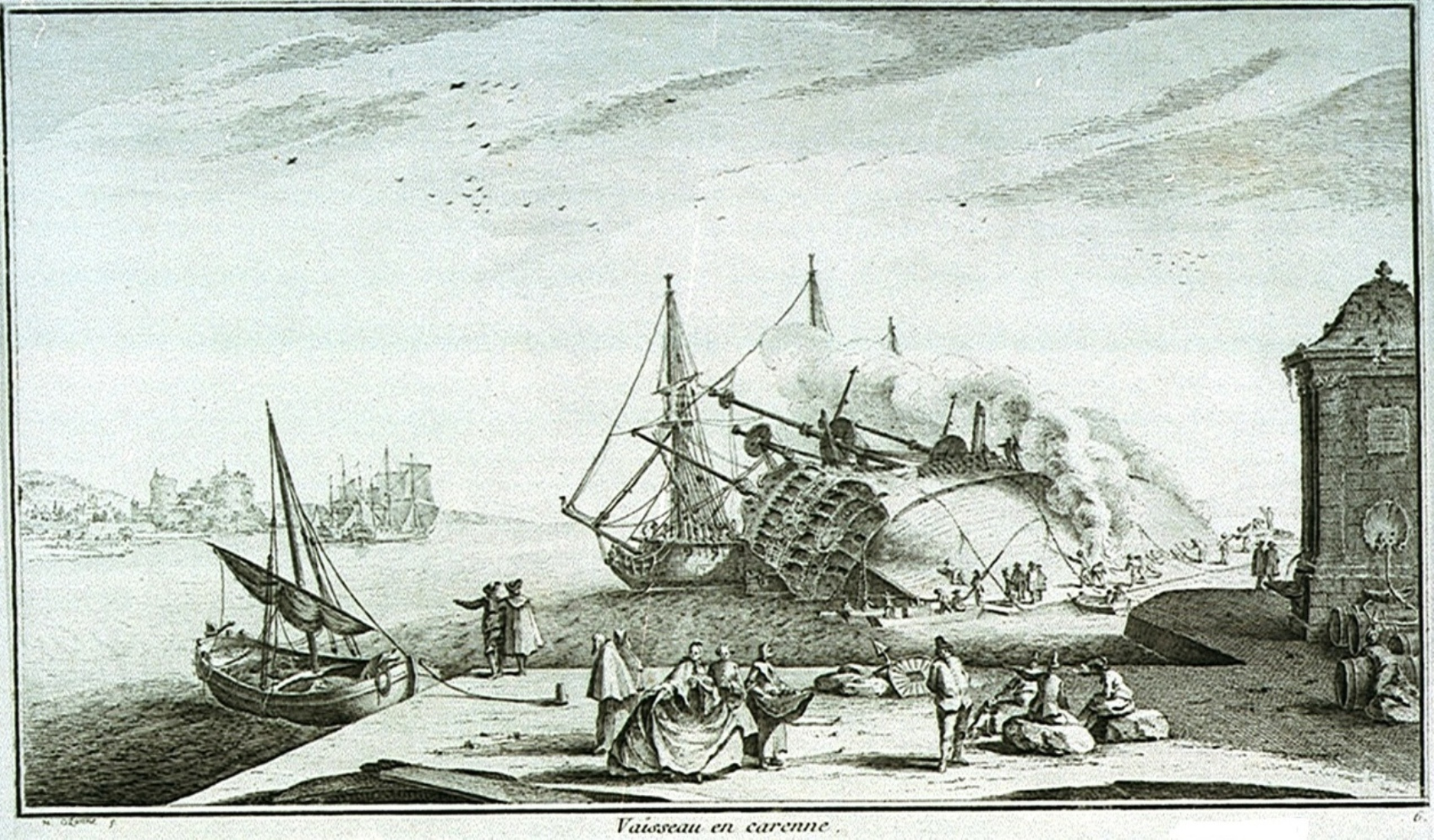
Vaisseau abattu en carène vers 1750-60. (N. Ozanne).

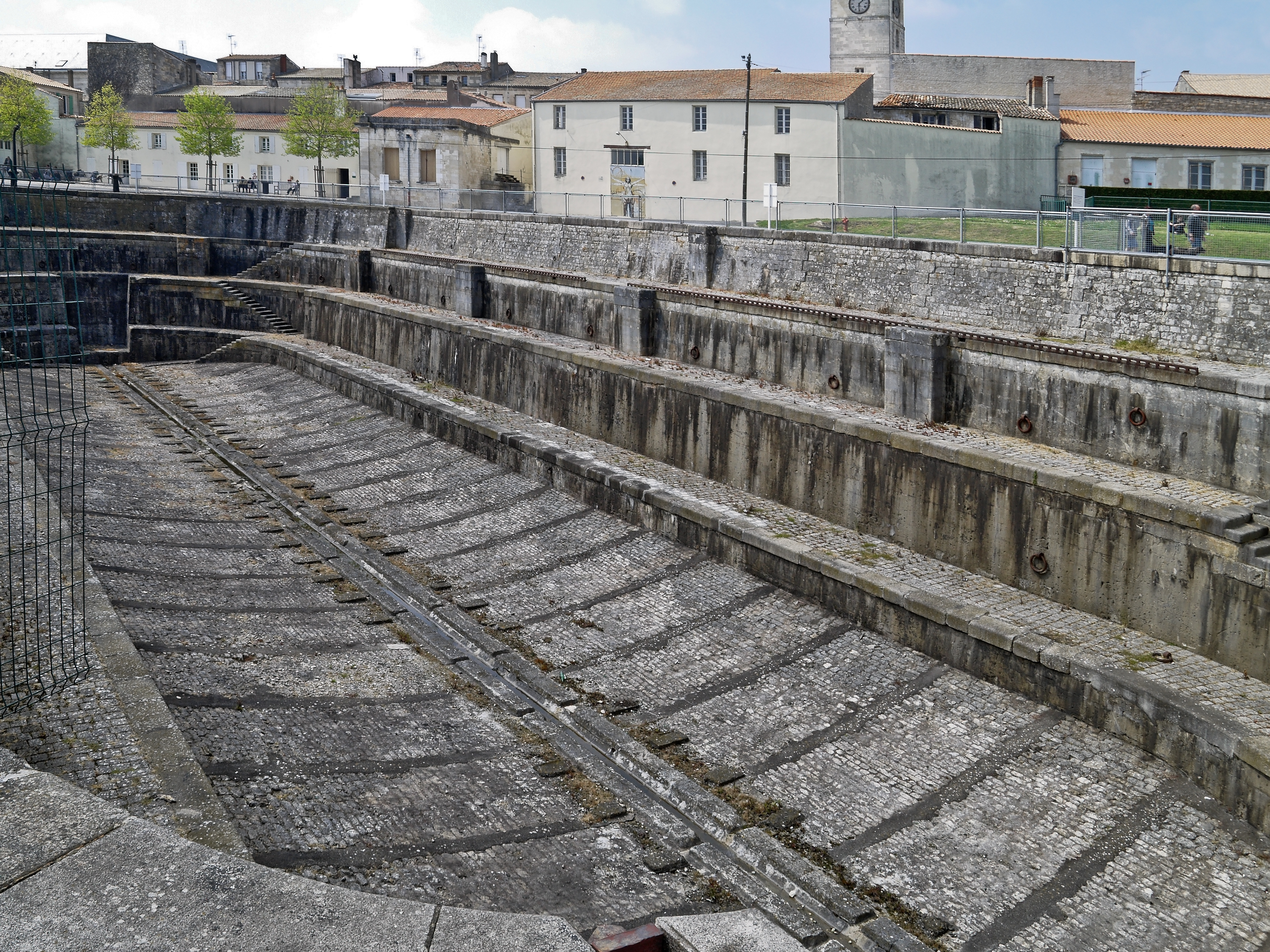
La forme supérieure de la « forme double » à Rochefort, conçue au XVIIe siècle.

L’abattage en carène, s’il présente l’avantage de pouvoir être pratiqué en dehors des ports, a pour inconvénient de faire travailler la charpente des vaisseaux dans des conditions anormales. L’idée est donc venue de créer des bassins ou formes de radoub, dans lesquels les navires peuvent être échoués dans une position normale et après des préparatifs limités. Cette méthode a été mise au point concurremment avec celle du halage sur cale. Manœuvre inverse de celle du lancement, elle consiste à hisser le navire sur une cale inclinée, au moyen de cabestans. Par rapport à l’abattage en carène, elle présente l’avantage de limiter les efforts anormaux sur la charpente navale. Elle exige néanmoins de nombreux et longs préparatifs et soumet quand même la coque à des efforts anormaux. La mise au point des bassins de radoub devait également répondre à des impératifs opérationnels. Un navire est par nature exposé aux fortunes de mer (échouement, abordage, etc.) ; un bâtiment de guerre est, en outre, susceptible d’avaries de combat. Il est donc indispensable de pouvoir mettre rapidement un navire au sec, sous peine de le voir irréparable et perdu.

#### Rochefort-sur-Mer
Le premier bassin de radoub construit en France est la « vieille forme » de Rochefort. C’est un bassin de maçonnerie isolé de la Charente par des portes d’écluse et pouvant être asséché au moyen d’une station munie de pompes à chapelet. La physionomie générale de l’ouvrage est inspirée des bassins rustiques dont les Anglais se servaient déjà au début du XVIIe siècle pour échouer de petits bâtiments. Simples fosses creusées dans le rocher, ces bassins étaient munis d’un fond, ou radier, aplani, et de portes d’écluses permettant leur isolement du cours d’eau voisin. C’est pour ce motif que Colbert et ses interlocuteurs rochefortais parlent de « forme à l’anglaise ». La forme de Rochefort est composée d’un radier initialement brut, puis revêtu d’un plancher et enfin maçonné ; ses parois périphériques, les bajoyers, sont en maçonnerie profilée en gradins, ou banquettes, destinés à faciliter le cheminement des ouvriers et permettant d’y faire buter les accores ou clefs, pièces de bois servant à caler le vaisseau pour éviter son renversement. La structure de la forme doit être conçue de façon que le radier résiste au soulèvement induit par la poussée d’Archimède lorsque la forme est vide d’eau. De la même façon, les bajoyers doivent résister à la poussée exercée par le terrain périphérique, généralement gorgé d’eau. 
La vieille forme est construite de 1668 à 1671.

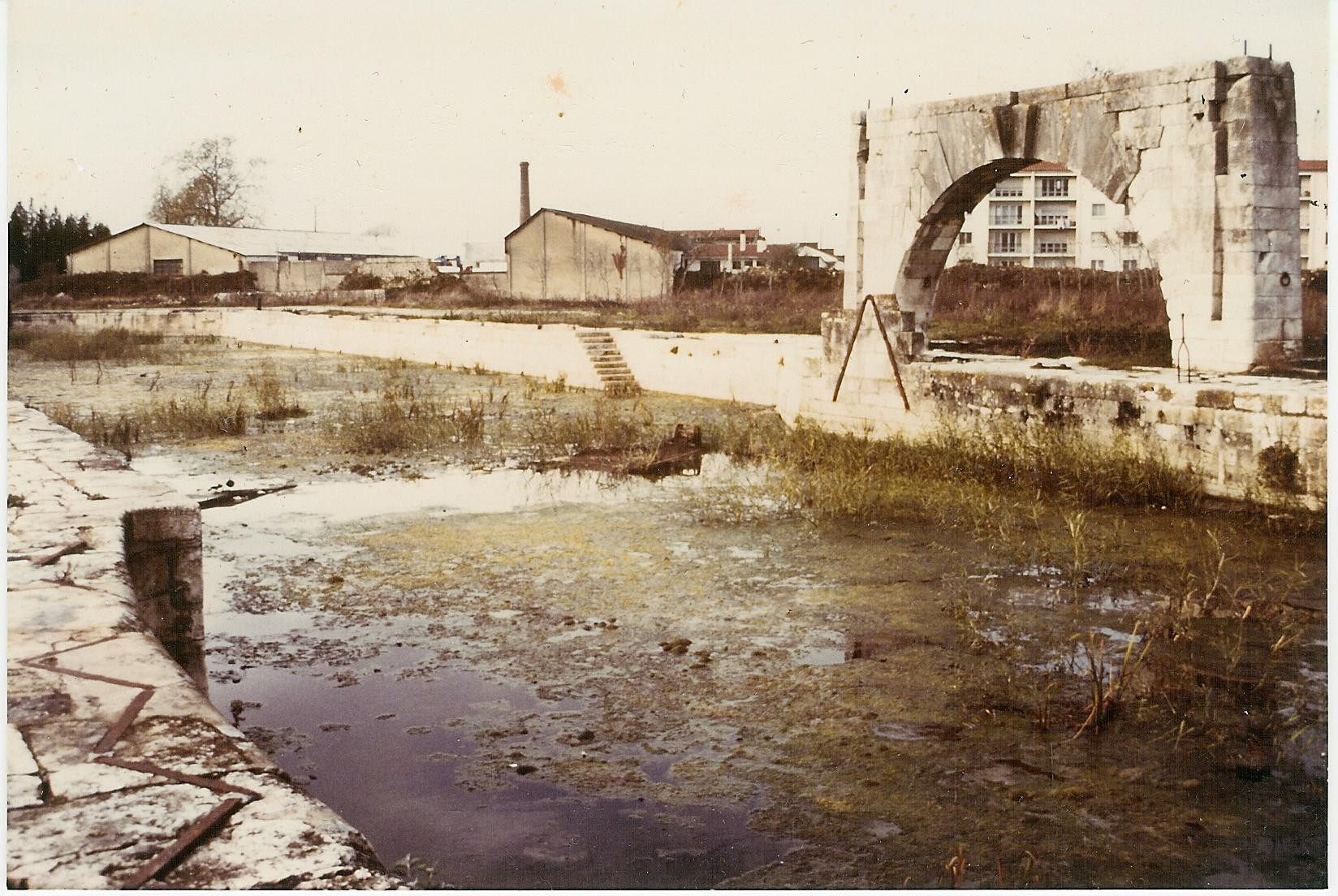
La vieille forme avant sa restauration à Rochefort.

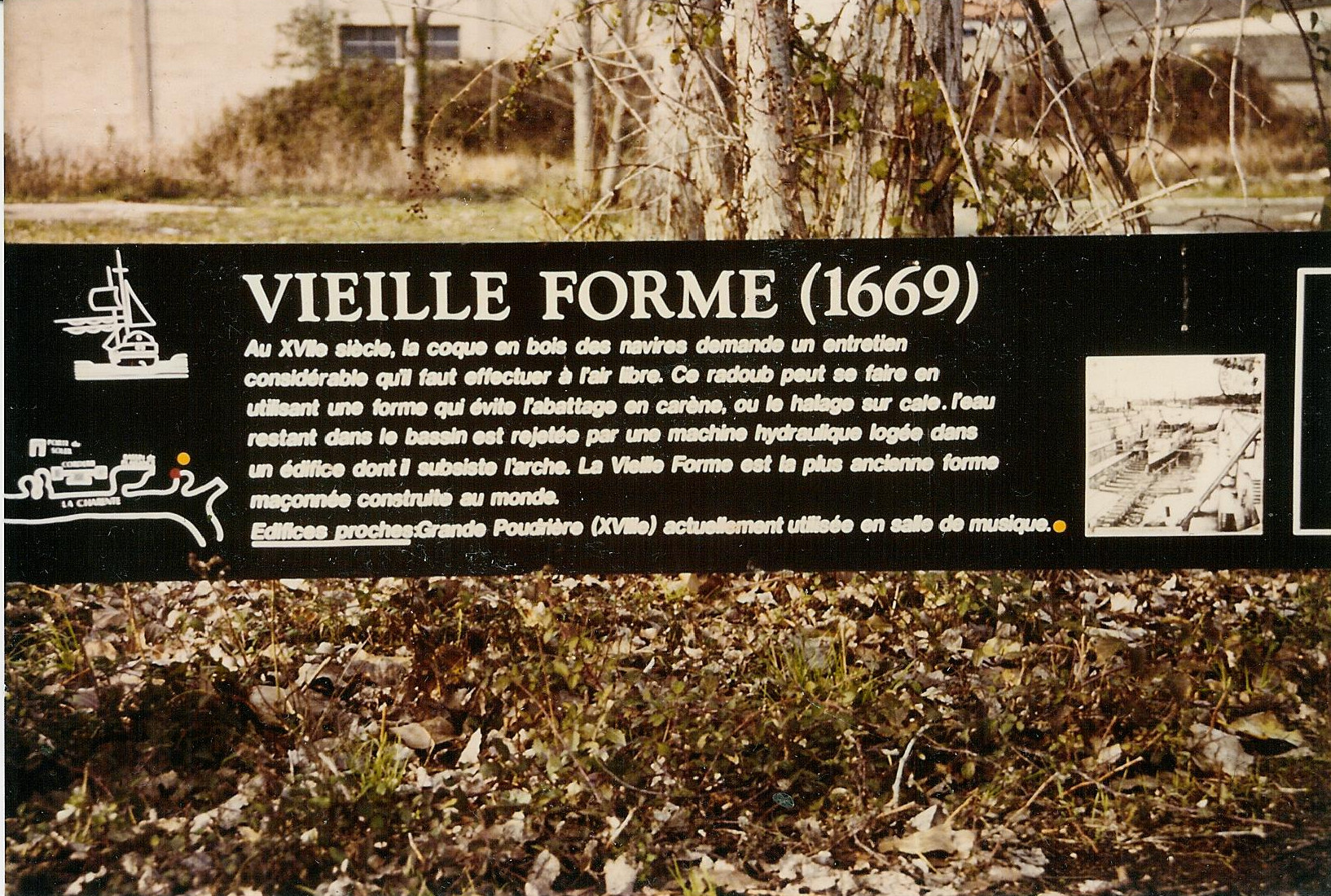
la vieille forme est la plus ancienne forme maçonnée construite au monde. (1669) à Rochefort

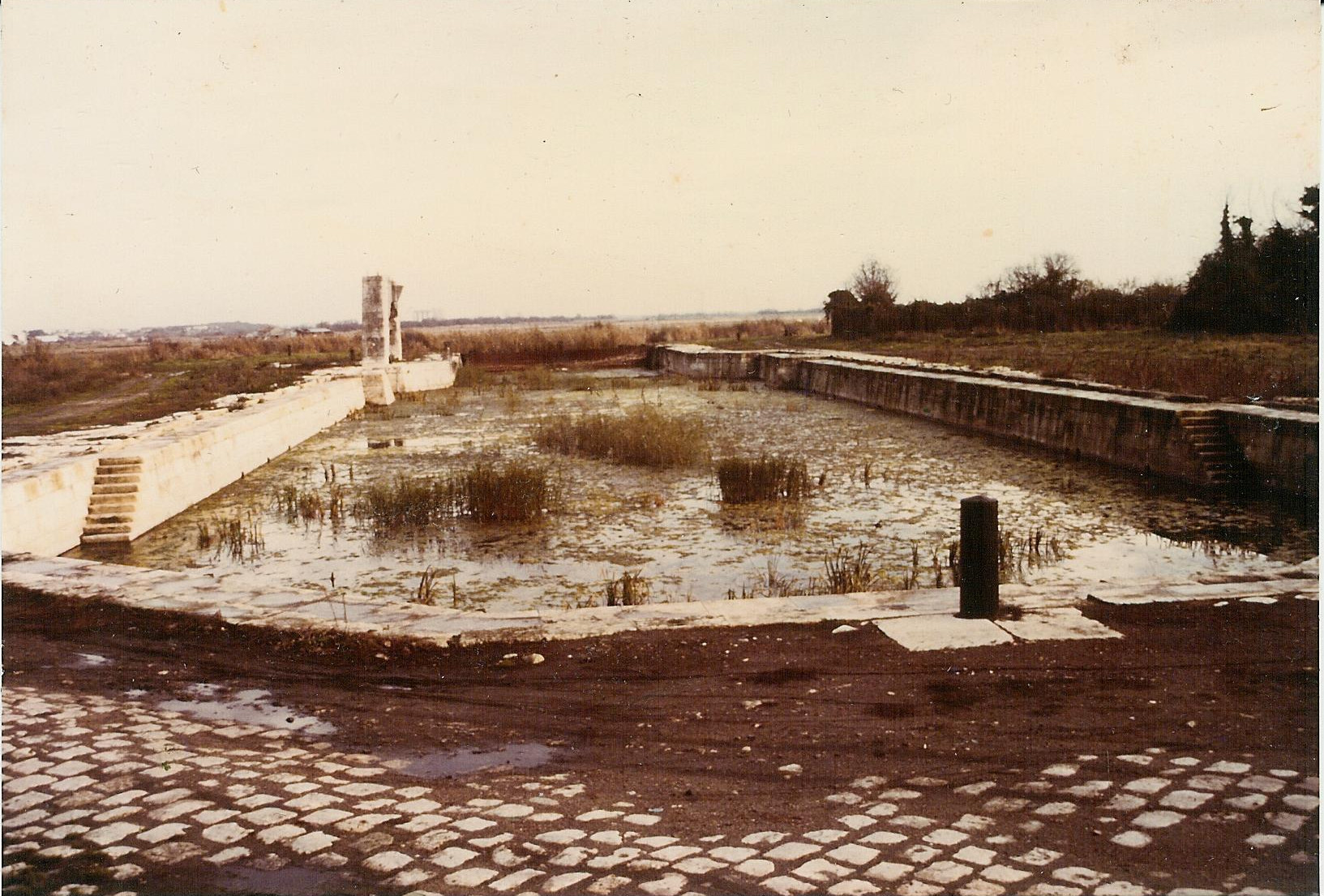
La vieille forme avant sa restauration à Rochefort.

Le jeu des marées facilite les travaux. Le creusement de la forme est assuré à marée basse. Son parachèvement se fait très probablement à l’abri d’un batardeau, levée de terre glaise isolant le chantier de la Charente pour pouvoir établir le niveau du radier sous le niveau des plus basses mers moyennes. 
Quelques années plus tard, l’innovation se fait encore jour à Rochefort, lorsqu’il est prévu de réaliser une forme double. Munie d’une seule écluse d’entrée sur la Charente, elle est composée de deux formes se faisant suite sur un même axe longitudinal. L’idée consiste à profiter de deux formes, moyennant les difficultés techniques liées à une seule écluse. Au début, les deux formes sont isolées par un simple batardeau lorsqu’il est nécessaire de mettre en eau la première forme tout en conservant la seconde à sec. La forme proche de la rivière offre une hauteur d’eau de 17 pieds au-dessus du seuil. La seconde forme est établie à un niveau supérieur, ce qui la réserve à des navires de moindre rang et lui vaut le nom de forme supérieure. Construite entre 1683 et 1688, cette double forme causera bien des soucis aux ingénieurs de la marine. Si la forme supérieure est fondée sur un terrain ferme, la forme inférieure est bâtie sur un terrain hétérogène mêlant sous-sol rocheux (moitié longitudinale nord) et terrain peu résistant (moitié longitudinale sud). De nombreuses et persistantes infiltrations d’eau se manifestent rapidement. Le radier est renforcé par un fonçage en pièces de bois renforcé de maçonnerie ; une station de pompage est créée afin d’assécher le radier en permanence. Mue par quatre chevaux, elle met en jeu quatre roues à chapelets, capables d’évacuer 48 pieds cubes d’eau à la minute (100 m3/h environ). En 1720, le radier de la forme inférieure est surélevé de près de trois mètres, sur un massif maçonné et planchéié, afin d’être exondé aux basses mers. En 1775, la forme supérieure voit son radier et son seuil surbaissés ; le radier est alors établi sur une plate-forme pilotée, à laquelle il est relié par un arc renversé de 1 mètre de flèche. 
Les déboires de cette forme double et les talents déployés par les ingénieurs chargés de ses soins lui valent les honneurs de l’Architecture hydraulique publiée par Bélidor en 1753. Quelques années plus tard, ce sont les planches accompagnant l’Encyclopédie de Diderot et d’Alembert qui font connaître au plus grand nombre cet ouvrage portuaire.

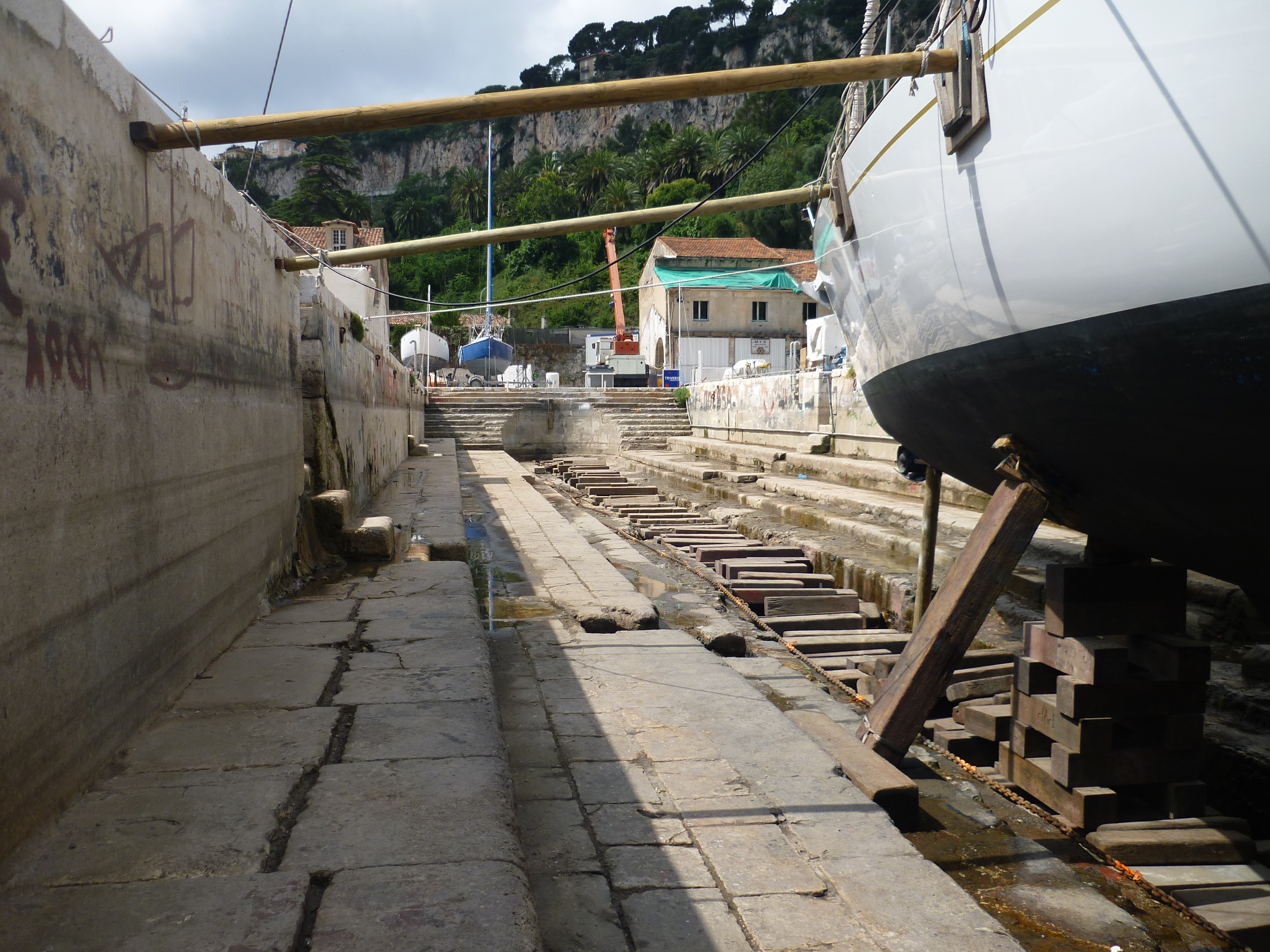
Le bassin de radoub de la Darse de Villefranche-sur-Mer, 1730

#### Brest
La forme de radoub de l’anse de Troulan, sur la rivière Penfeld, est la plus ancienne de Brest (1683). Elle mesure 115 m de long et 25 m de large au niveau du sol. Elle a été construite sur les plans de Vauban et sous la direction de l'ingénieur Garangeau. La forme a été très modifiée aux XVIIIe et XIXe siècles pour permettre l’accueil de cuirassés.

#### Villefranche-sur-Mer
En Méditerranée, sous le nom de « forme des galères », un bassin de radoub a été construit en 1730 dans la darse de Villefranche-sur-Mer. Dans ce bassin, couvert à l’origine, les galères du royaume de Piémont-Sardaigne étaient construites et entretenues. Longue de 62 mètres sur 12 et superbement appareillée, la forme pouvait accueillir des navires de toutes dimensions. Sa porte monumentale à trois arches a été détruite en 1851 pour permettre le passage de bateaux à roues à aubes. Le bassin de radoub de Villefranche-sur-Mer est toujours utilisé actuellement pour l’entretien de bateaux.

### Les formes de radoub en France: état des lieux
Les installations civiles parsèment le littoral français, regroupées pour l'essentiel sur la côte Atlantique et la Manche tandis qu'en mer Méditerranée, la quasi-totalité des bassins de radoub se concentre majoritairement sur deux sites   : Marseille et Toulon. La plus grande forme de radoub de France est d'ailleurs située à Marseille. Elle occupe le troisième rang mondial en termes de taille et présente des dimensions de 465 mètres de long pour 85 mètres de large et peut contenir 450 000 m3 d'eau.
De nombreuses cales sèches anciennes sont actuellement désaffectées ou sous-employées, notamment à Bayonne, Bordeaux, Rochefort-sur-Mer, Saint-Malo, Granville, Le Havre, Calais, Dunkerque, Marseille, La Ciotat et Toulon.
Les sites à vocation militaire sont essentiellement regroupés à Lorient, Brest, Cherbourg et Toulon.

### Les premières formes de radoub dans d'autres pays
La première forme de radoub construite en Amérique du Nord fut probablement la cale sèche de La Coupe, construite en Acadie vers la fin du XVIIe siècle pour réparer les bateaux de la baie de Fundy.

## Éléments d’une forme de radoub
Une forme de radoub est composée du bassin proprement dit et de différents outillages industriels nécessaires à son utilisation (porte, station de pompage, grues, tins, clefs…)

### Le bassin

#### Le radier

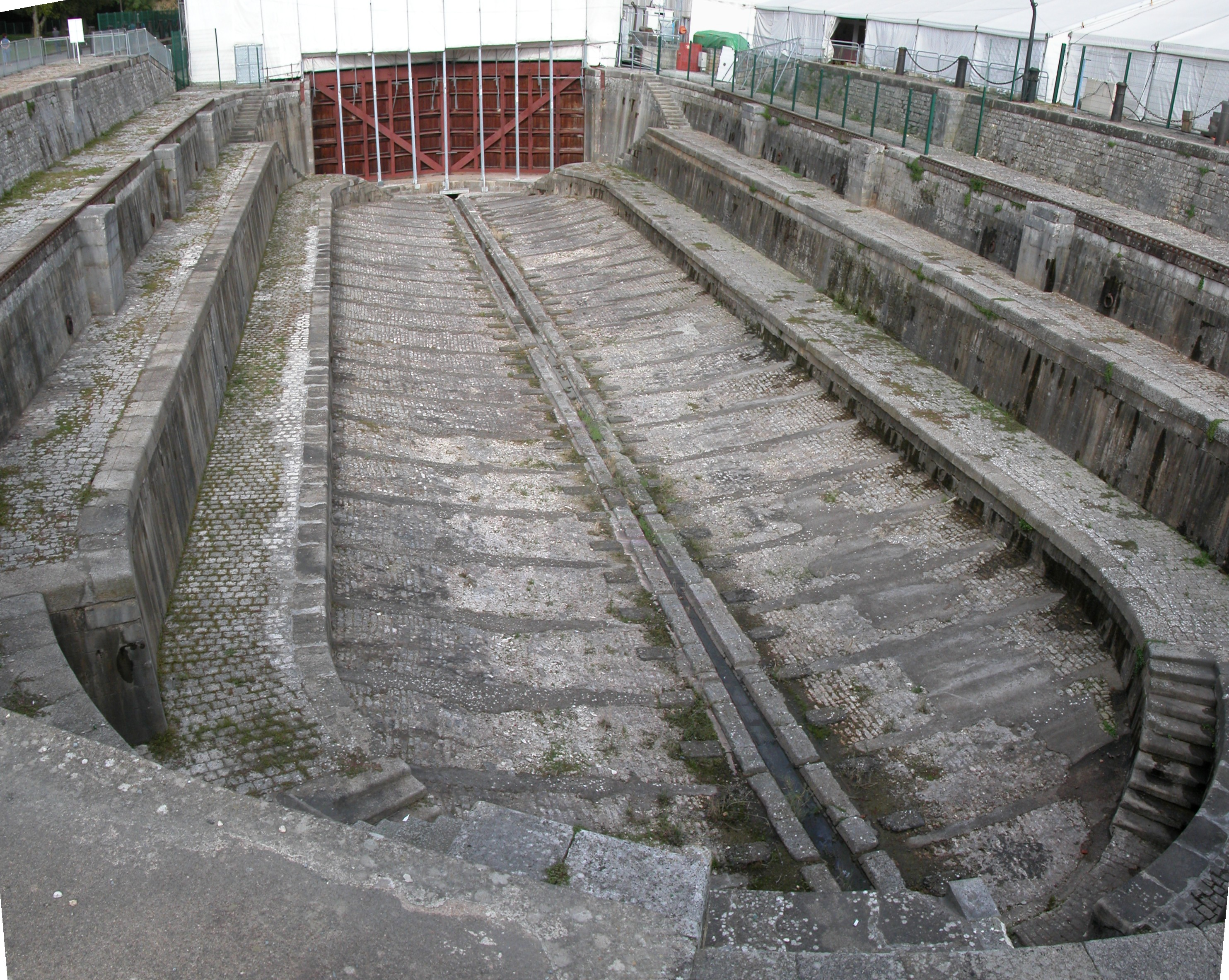
Radier ancien (forme double à Rochefort)

Constituant le fond du bassin, le radier est une surface en règle générale plane dans les bassins récents, permettant le positionnement des tins ou des bers supportant le navire à accueillir, et la circulation du personnel et des engins nécessaires aux travaux de coque à réaliser sur le navire accueilli.
Quelques anciens bassins fonctionnaient à la marée et ne disposaient pas de station de pompage ; la vidange de ces bassins, une fois la porte fermée, se faisait via un aqueduc permettant l’évacuation de l’eau contenue dans le bassin lors du jusant, et qui, fermé par une vanne étanche, permettait au bassin de rester sec à la marée suivante. Ces bassins sont dorénavant très rares ou hors d’usage, les stations de pompage permettant la vidange des bassins de façon mécanique et autorisant l’entrée de navires de tirant d’eau bien plus important.
Le radier, dont la cote est inférieure à celle du niveau de la mer, doit, lorsque le bassin est asséché, subir des sous-pressions importantes liées aux circulations d’eau de mer dans le terre-plein dans lequel le bassin est creusé. Le radier se comporte donc comme une voûte inversée, l’essentiel des efforts que doit reprendre cette voûte s’exerçant du bas vers le haut. Cette contrainte explique en partie l’existence de radier à degrés, l’autre raison étant d’accompagner la topographie naturelle du lieu, ces anciennes formes ayant souvent été construites dans le lit de rivière ou d’anciennes anses (bassin 1 de l’arsenal de Brest, par exemple).

#### Les bajoyers

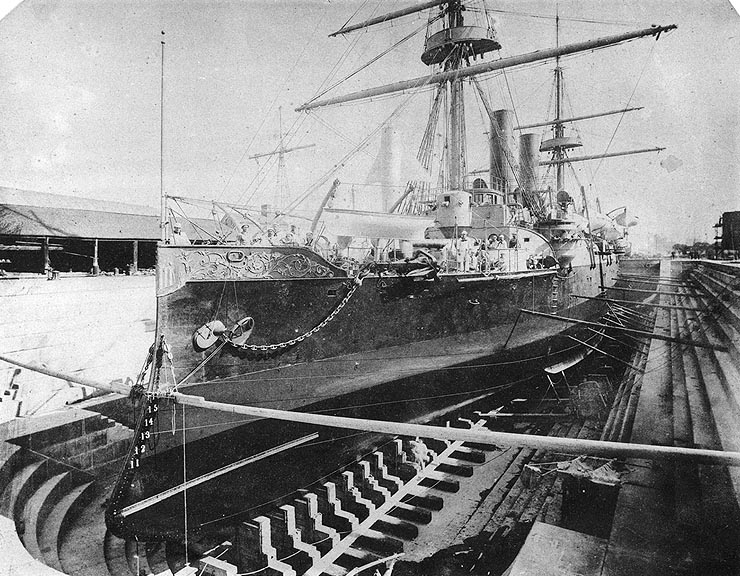
Vue de l’USS Boston en cale sèche à New York. Le nombre de banquettes le long des bajoyers du bassin est caractéristique d'une forme de construction ancienne ; elle est ici telle qu'on se croirait presque en présence de gradins. Sur certaines de ces banquettes reposent les clefs, poutres de bois destinées à assurer la stabilité du navire sur sa ligne de tins.

Les deux bajoyers constituent les « murs » du bassin. Dans les anciennes formes, les deux bajoyers se rejoignaient au niveau du nez du bassin, souvent de forme effilée, permettant à la fois de former une voûte en forme d’ogive, reprenant les efforts horizontaux exercés par le terre-plein sur ces murs, mais également d’épouser la forme des étraves des navires utilisant le bassin.
Le sens préférentiel d’utilisation d’une forme de radoub par un navire est donc souvent « entrée en marche avant ». Par similitude avec les termes utilisés à bord du navire, on désigne ainsi sous le nom de bajoyer bâbord le bajoyer situé à gauche du bassin en entrant, et sous le nom de bajoyer tribord le bajoyer opposé ; sous le nom d’avant du bassin le nez du bassin et d’arrière du bassin la zone située près de la porte.

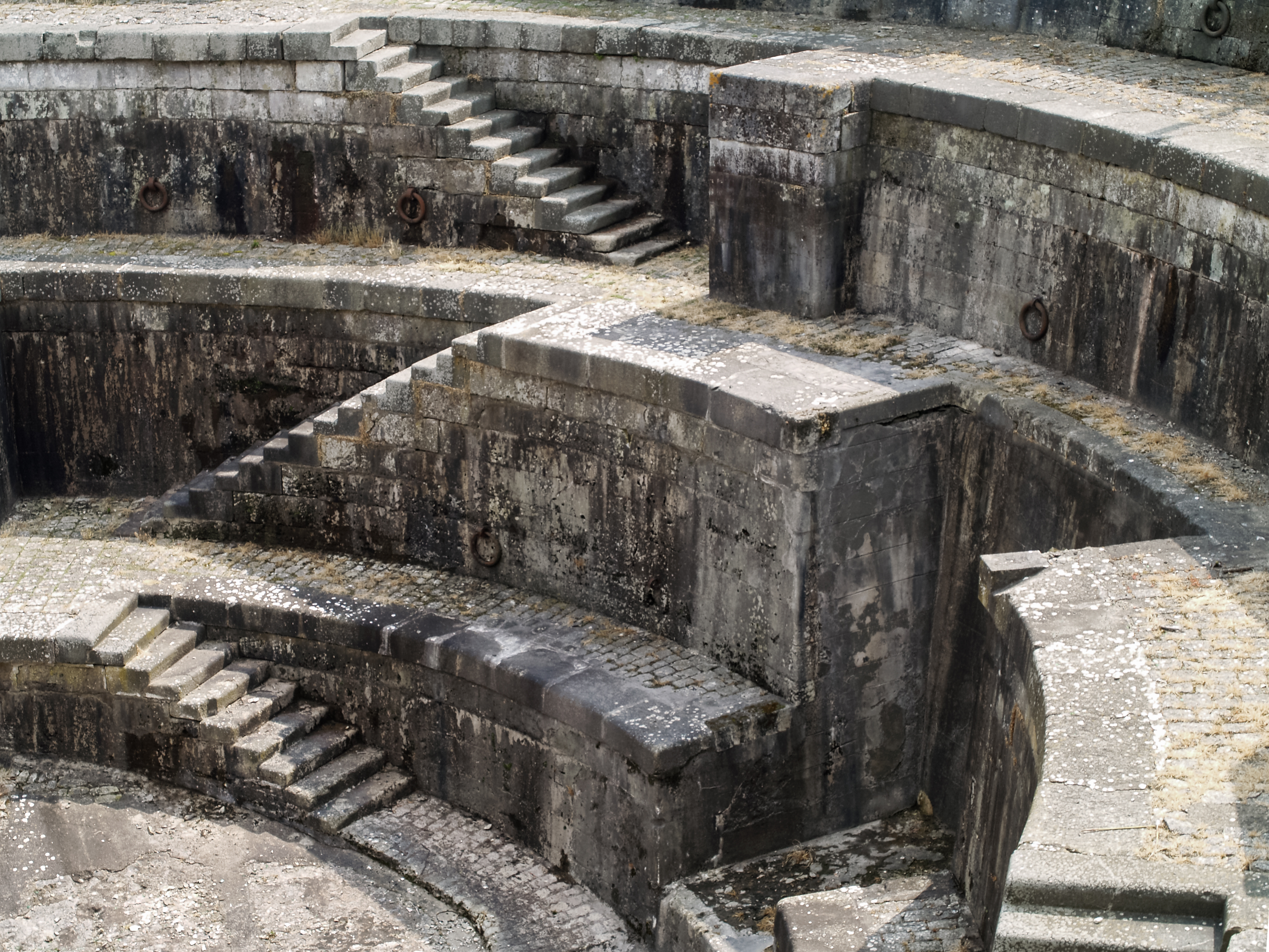
Escaliers reliant des banquettes (Rochefort)

Les bajoyers, initialement des murs-poids en maçonnerie, devaient être plus larges à leur base qu’à leur sommet. Aussi des banquettes y étaient-elles aménagées, reliées entre elles par des escaliers. Ces banquettes remplissent différents rôles :
- elles permettent la circulation du personnel à différentes hauteurs le long des bajoyers, permettant, si le navire est suffisamment large par rapport au bassin, l’entretien de la coque sans moyen de levage annexe ;
- elles permettent, si le navire est bas par rapport au bassin, le positionnement de la coupée permettant l’accès à bord ;
- elles permettent enfin, dans le cas d’attinage à clefs, le positionnement des clefs destinées à garantir la stabilité du navire.

Les formes modernes, construites en béton, n’ont plus recours à ce dispositif de banquettes. L’accès au navire et l’entretien de la coque se font le cas échéant via des échafaudages ou d’autres moyens de levage, et la stabilité du navire est garantie par un dispositif d’attinage approprié (cf. plus loin).

#### La zone d’entrée du bassin
La zone d’entrée est le terme désignant la partie du bassin situé le plus près de la porte. Elle constitue en règle générale la zone potentiellement la plus fragile d’une forme de radoub, car elle doit reprendre l’ensemble des efforts que la mer exerce à la fois sur la porte, mais également, via les infiltrations dans le terre-plein, sous le radier.
La porte s’appuie en règle générale sur des parois verticales, à l’extrémité des bajoyers et du radier, constituant les buscs d’appui de la porte. Avec les parois en retour (orthogonales), ces buscs constituent la feuillure du bassin. 
Certains bassins possèdent plusieurs feuillures, permettant de varier la position de la porte et les fonctionnalités qui en découlent : ainsi, le bassin peut dans sa partie côté mer être en eau, et être à sec dans sa partie côté nez du bassin, permettant de ce fait à un cargo de se présenter « dans » la partie en eau du bassin pour que soient déchargés, à l'aide des moyens de manutention dudit bassin, des charges lourdes qui seront déposées dans la partie à sec du même bassin. Tel est le cas par exemple d'un des bassins de Laninon de l'arsenal de Brest, disposant d'un puissant portique qui le survole, et cette fonctionnalité est régulièrement utilisée par DCNS dans le cadre des chantiers de construction neuve qu'il réalise.

### Les accessoires

#### La porte

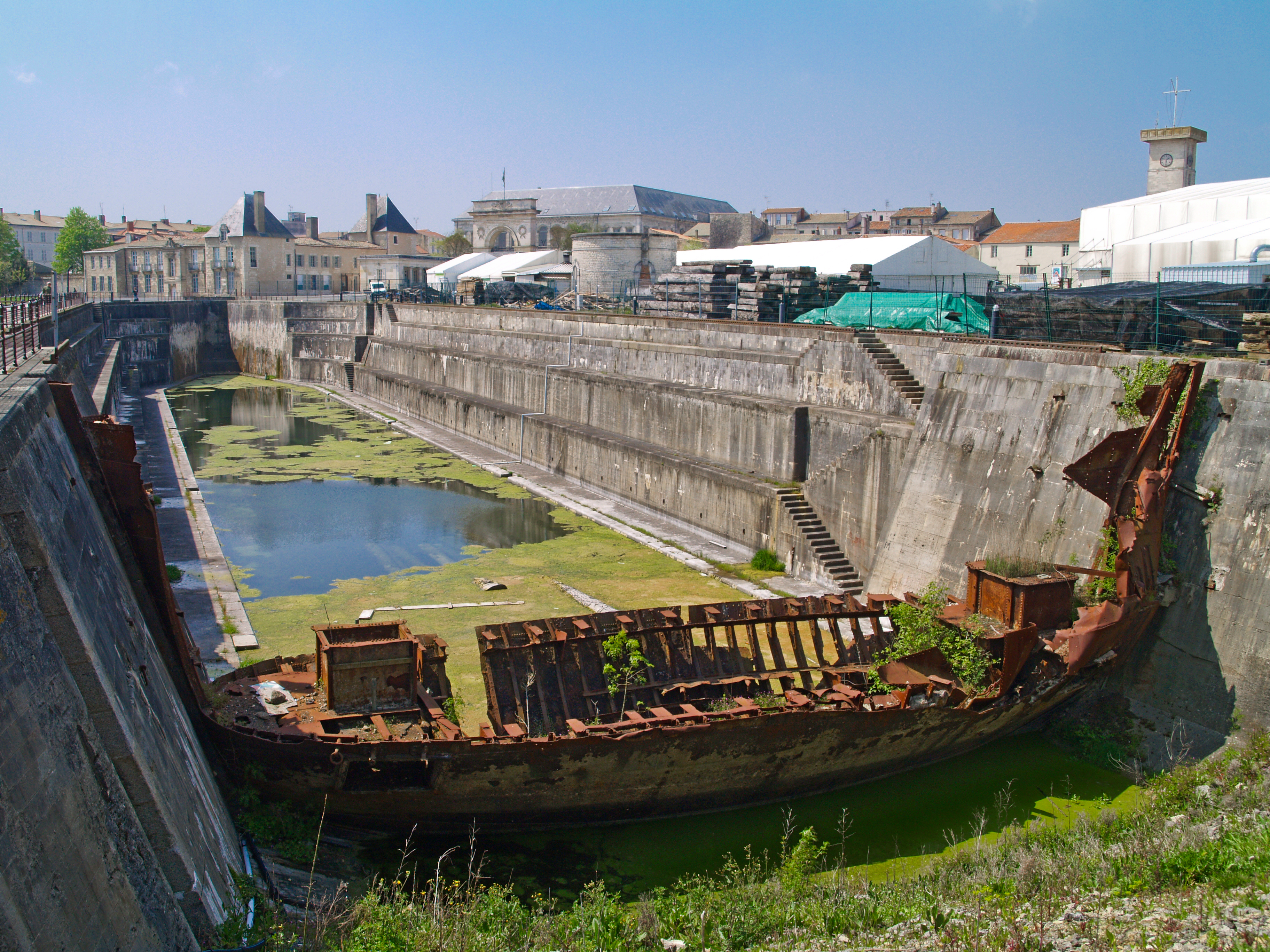
La forme Napoléon III (XIXe siècle) à l’arsenal de Rochefort

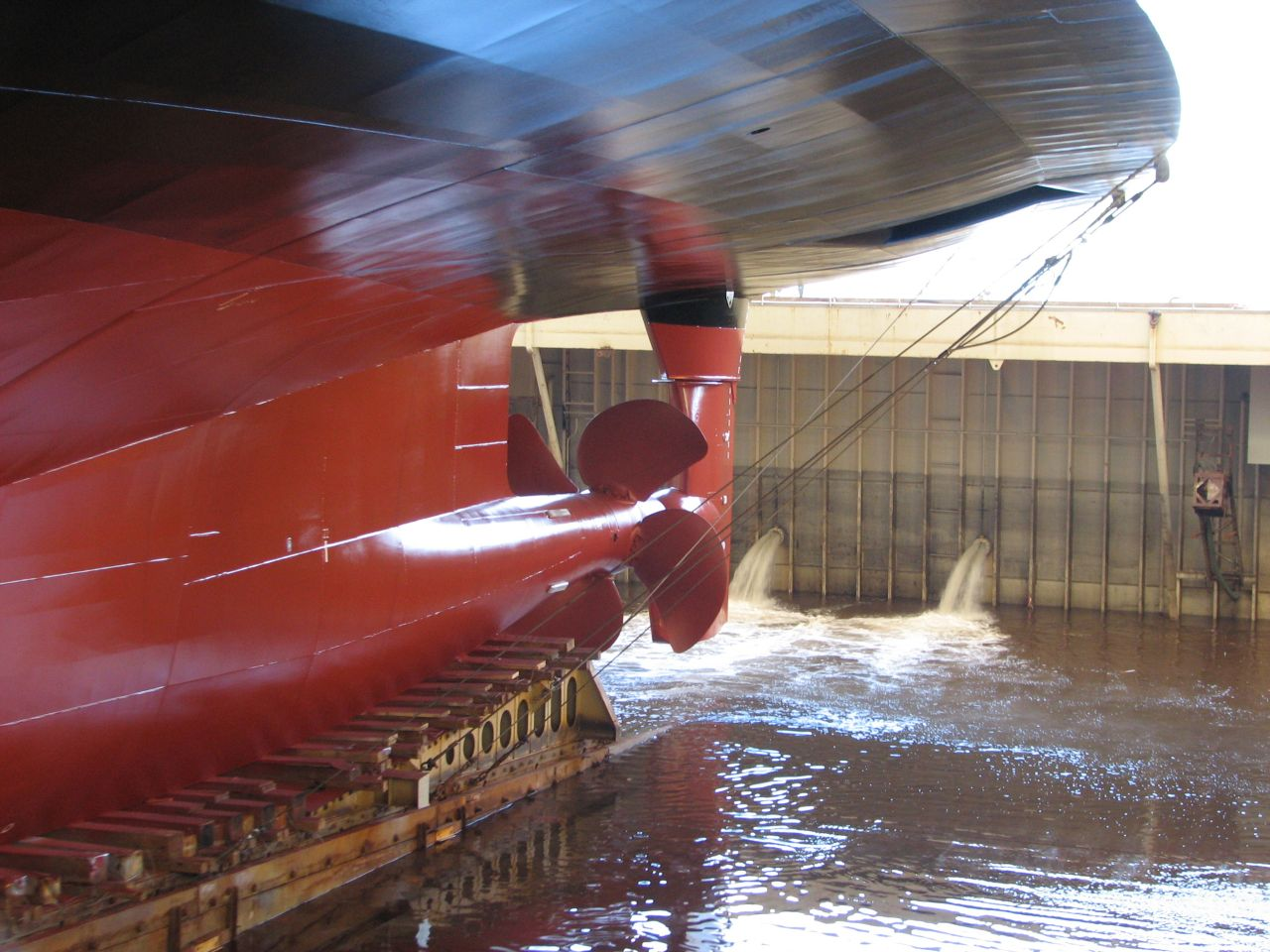
Remise en eau d'une forme via des aqueducs traversiers

Afin de mettre à sec la forme, il convient de l’assécher. Les premières formes étaient bloquées par une porte classique mais en 1683, l’intendant Pierre Arnoul mit au point à Rochefort la technique du bateau-porte.
Comme le montre la photo, la technique consiste à fermer la forme à l’aide d’un bateau spécialement conçu à cet effet. À marée haute, le bateau-porte flotte sur le fleuve, on introduit le bateau à radouber dans la forme puis on vient placer le bateau-porte en travers de la forme, au droit des buscs. Une fois le bateau-porte installé, on le coule à l’aide d’un système de ballastage, et on assèche immédiatement la forme afin que le niveau de l’eau à l’intérieur de la forme devienne inférieur à celui du fleuve ou de la mer à l’extérieur de la forme. La différence de pression ainsi provoquée plaque la porte contre les buscs.
L’étanchéité du bassin est assurée au moyen de joints positionnés sur le pourtour du bateau-porte. Les joints ne sont pas sous la porte, mais devant elle. Ce n’est donc pas parce qu’elle est coulée que l’étanchéité est assurée, mais parce qu’elle est plaquée contre les buscs d’appui. Les premiers joints étaient constitués de paillets suifés. Désormais, la technologie privilégiée est celle du joint en néoprène.
La vidange du bassin s'effectue via la station de pompage lorsque la forme en est dotée. La remise en eau peut s'effectuer soit également via la station de pompage, soit, de façon plus simple, au travers d'aqueducs traversiers aménagés dans la porte. Une fois la mise en eau terminée, les niveaux d'eau de part et d'autre de la porte sont égaux. Le déballastage de la porte permet sa mise en flottaison, son retrait, et la libération du navire qui peut ainsi quitter la forme.

#### L’attinage

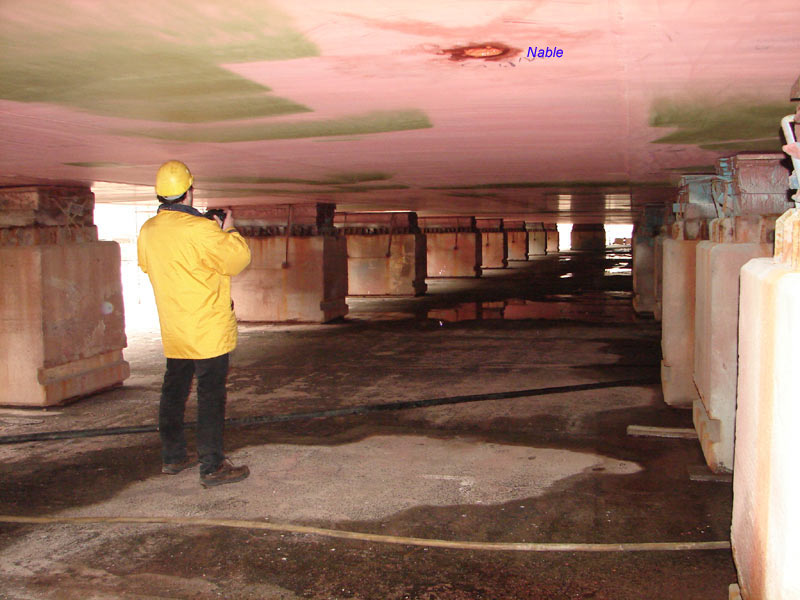
Vue de la ligne de tins supportant le Chassiron en cale sèche à Brest. Les tins visibles sont en béton. L’existence de plusieurs lignes de tins parallèles sous un bateau à fond plat permet de garantir sa stabilité sans la mise en place de clefs.

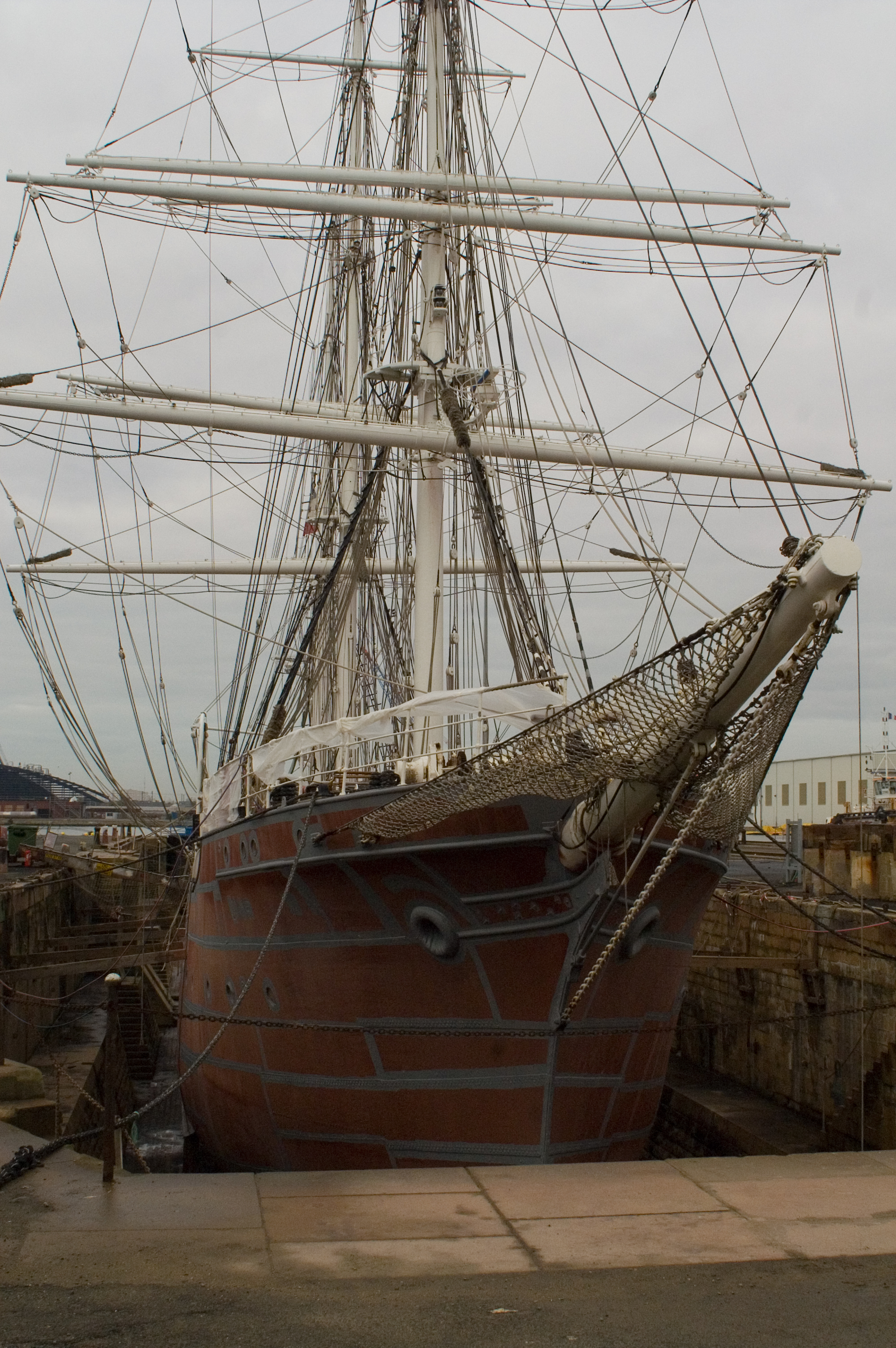
Vue du Belem en cale sèche à Saint-Nazaire. On peut distinguer, sur son tribord, les accores destinées à assurer sa stabilité.

Au fond de la forme on trouve une ou plusieurs lignes de tins permettant au bateau de ne pas se poser directement sur le radier quand l’eau se retire. Une ligne de tins est constituée de plusieurs tins alignés, chaque tin étant un bloc déplaçable de fonte ou de béton, surmontée d’une cale d’usure en bois, sur lequel vient s’appuyer le navire. Si l’objectif des tins est de surélever le navire afin de permettre l’accès à sa coque, celle-ci n’est cependant pas accessible aux endroits où elle s’appuie sur les tins ; si néanmoins l'accès à cette partie masquée de la coque est nécessaire, il est toujours possible d'enlever certains tins, tout en s'assurant que l'effort de poinçonnement engendré par les tins sur la coque reste acceptable par cette dernière.
L’alignement des tins est réalisé conformément à un plan d’attinage spécifique au navire et aux opérations qui doivent y être effectuées (afin d’éviter, par exemple, que les nables soient au niveau d’un tin). 
Les anciens navires, et les navires à fond non plat, ont souvent leur quille posée sur une ligne de tins axiale. Cette ligne de tins reprend l’essentiel de la masse du navire, qui pourrait donc ainsi être laissé en équilibre précaire sur cette seule ligne. Toutefois, afin de reprendre les déséquilibres susceptibles d’être provoqué lors des travaux effectués à bord, différentes méthodes sont envisageables :
- positionner des lignes de tins parallèles à la ligne de tins axiale, jouant le rôle de cale. Cette technique fonctionne bien sur les navires à fond plat (cf. photo du Chassiron), et sur les navires qui ont un relevé de varangue relativement peu prononcé ; elle est toutefois bien moins efficace sur les navires à carène profilée (navires de guerre, par exemple), les tins latéraux ayant tendance à chasser si le moindre effort leur est appliqué ;
- positionner des clefs (ou accores) entre le navire et les bajoyers. Il s’agit de poutres en bois, reposant d’un côté sur les banquettes des bajoyers (ou à défaut maintenues à la bonne hauteur par des cordages fixés aux bollards des bajoyers, et maintenues à hauteur convenable le long de la coque du navire par d’autres cordages. Le navire n’est pas censé s’appuyer sur ces poutres ; aussi a-t-on souvent l’impression qu’elles sont bien petites pour le navire qu’elles ont à équilibrer ;
- utiliser un ber ou un berceau, dont la technique est semblable à celle des lignes de tins parallèles, mais dont les tins axiaux et latéraux sont rendus solidaires, évitant ainsi au tins latéraux de chasser.

## Construction navale
Dans la construction navale, on peut distinguer deux types de formes :
- les formes de construction
- les formes d’armement

### Formes de construction
Une forme de construction est une forme dans laquelle les bateaux vont être construits. Elle est équipée de moyen de levage très important, pouvant lever de très fortes charges.

### Formes d’armement
Une forme d’armement a pour utilité de permettre un accès rapide à un bateau en finition. Elle dispose donc de faibles 
moyens de levage.